# Серафим (Райча)
Иеромонах Серафим (рум. Ieromonahul Serafim, в миру Юлиан Райча, рум. Iulian Raicea; род. 4 марта 1973, Бухарест, Румыния) — иеромонах Румынской православной церкви, клирик Монастыря Петру-Водэ в Румынии.
В 2009—2012 годы — клирик Свято-Николаевского прихода Бангкока (Московский Патриархат), православный миссионер и катехизатор в Таиланде.
До 2010 года — румынский спортсмен-стрелок, бронзовый призёр Олимпийских игр в Сиднее в стрельбе из скорострельного пистолета.

## Биография
Родился 4 марта 1973 года в Бухаресте в семье инженеров. Крещён в 1973 году в Румынской православной церкви.

### Образование
В 1983 году поступил в гимназию в Бухаресте. С 1985 года начал заниматься спортивной стрельбой из пистолета. С 1987 года по 1992 год обучался в высшей школе. Высшее образование получил в период с 1992 по 1998 год, окончив Факультет экономики Экологического Университета Бухареста. Имеет степень бакалавра.

### Спортивная карьера
В 1987 году стал чемпионом Румынии по стрельбе из пистолета среди юниоров.
С 16 лет, в 1989 году был зачислен в спортивный армейский клуб Румынии, за который выступал до 1997 года. В 1990 году ему присвоено звание младшего офицера румынской армии.
С 1990 по 1993 год выиграл 4 медали чемпионата Европы среди юниоров, установив мировой рекорд по стрельбе из пистолета среди юниоров.
С 1997 года по 2006 год продолжал спортивную карьеру в качестве независимого спортсмена.
С 1993 по 2006 год неоднократно становился чемпионом Румынии по стрельбе из пистолета.
В 1996 году вступил в брак.
С 1999 по 2001 год дважды завоёвывал медали чемпионата Европы (серебряная и бронзовая медали). В 1998 году выиграл бронзовую медаль чемпионата мира по стрельбе из пистолета.
В 2000 году выиграл бронзовую награду Олимпийских игр в Сиднее в стрельбе из скоростного пистолета с дистанции 25 м.
Принимал участие в Олимпийских играх 2004 в Афинах, но в стрельбе из пневматического пистолета на 10 метров не прошёл квалификацию.
В 2007 году приглашён Министерством спорта Таиланда в качестве тренера национальной сборной страны по стрельбе из пистолета.
Принимал участие в Олимпийских играх 2008 года в Пекине одновременно как спортсмен, представляющий Румынию и тренера олимпийской сборной Королевства Таиланд, что было уникальным случаем в истории Олимпийских игр, поскольку никогда ещё в истории Олимпийских Игр спортсмен, выступающий за одну страну, не являлся одновременно тренером команды другой страны.

### Духовное служение
Параллельно с тренерской работой нёс послушание псаломщика Свято-Николаевского храма города Бангкока. В 2008 году по настоянию жены брак был расторгнут. Не позднее 29 апреля 2009 года был пострижен в рясофор с именем Николай. По словам представителя Русской православной церкви в Таиланде игумена Олега (Черепанина), он стал, наряду с Владимиром Бунтиловым, «ближайшим помощникам во всех делах, трудясь на благо Церкви постоянно и безвозмездно».
27 декабря 2009 года в храме Всех святых в городе Паттайя архимандритом Олегом (Черепаниным) был пострижен в мантию с именем Серафим в честь преподобного Серафима Саровского.
19 сентября 2010 года по благословению Патриарха Московского и всея Руси Кирилла архиепископом Егорьевским Марком (Головковым) был посвящён в сан иеродиакона в храме Большого Вознесения в Москве и направлен для служения в Таиланд.
В июле 2011 года Патриарх Кирилл, рассмотрев рапорт Представителя Русской Православной Церкви в Таиланде архимандрита Олега (Черепанина), благословил Руководителю Управления по зарубежным учреждениям Русской Православной Церкви архиепископу Егорьевскому Марку совершить хиротонию иеродиакона Серафима (Райча) в священнический сан во время архипастырского визита Владыки в Таиланд в ноябре того же года.
9 февраля 2012 года в храме в честь Успения Божией Матери в Успенском мужском монастыре в провинции Ратбури архиепископом Марком был рукоположён в сан иеромонаха.
С 2 по 4 июля 2012 года иеромонах Серафим совершил миссионерскую поездку в Лаос.
1 октября 2012 года спортивные власти Королевства не продлили контракт с иеромонахом Серафимом. Проигнорировав предложение Фонда Православной Церкви в Таиланде о предоставлении ему нониммигрант визы по линии Фонда, без благословения покинул Таиланд.